# Thomas Thorninger
Thomas Thorninger (* 20. Oktober 1972 in Ringkøbing) ist ein ehemaliger dänischer Fußballspieler und heutiger Weinhändler. Er war 1996 Torschützenkönig der Superliga.

## Karriere

### Verein
Der Sohn eines Rechtsanwalts, der später auch sein Berater war, spielte in seiner Heimatstadt in der Jugend bei Ringkøbing IF und dem Holstebro BK. Dort wurde er vom PSV Eindhoven gescoutet und wechselte in die Talentförderabteilung des niederländischen Vereins. 1990 gab er bei Vejle BK sein Debüt im Profifußball.
Im Sommer 1992 kehrte er ablösefrei zum PSV Eindhoven zurück. Im ersten Spiel der Saison, dem Supercup-Finale gegen Feyenoord Rotterdam, stand Thorninger über die volle Spielzeit auf dem Platz. Aufgrund der starken Konkurrenz mit Wim Kieft und Romário um eine Position im Sturm musste er sich meist mit einer Reservistenrolle begnügen. In seiner ersten Saison unter Trainer Hans Westerhof kam er zu acht Einsätzen in der höchsten Spielklasse.
Als in der folgenden Saison unter Trainer Aad de Mos die Stürmer Nii Lamptey und Erik Meijer verpflichtet wurden, verschwand Thorninger in der Versenkung und absolvierte in der Saison 1993/94 nur ein einziges Spiel.
Thorninger unterschrieb im Sommer 1994 einen Vertrag bei Aarhus GF. Mit diesem Klub verpasste er zwar knapp die nationale Meisterschaft, gewann aber den dänischen Fußballpokal. Thorninger wurde in dieser Spielzeit mit 20 Toren Torschützenkönig der Superliga. Nachdem sein Vertrag in Aarhus ausgelaufen war, wechselte er zu AC Perugia Calcio in die Serie B. Nach sechs Monaten kehrte Thorninger nach Dänemark zurück, ohne ein einziges Spiel für den italienischen Verein bestritten zu haben.
Zurück in Dänemark unterschrieb er einen Vertrag beim FC Kopenhagen. Bis 2001 absolvierte Thorninger 134 Spiele für den Hauptstadtklub, in denen er 29 Tore erzielte. 2001 wurde die Mannschaft unter Trainer Roy Hodgson dänischer Meister. Anschließend wechselte Hodgson zu Udinese Calcio in die Serie A, wo er die Verpflichtung von Thorninger empfahl.  Im Dezember 2001 gab Udinese, das sich gerade von Trainer Hodgson getrennt hatte, den Transfer Thorningers bekannt. Nach 15 Monaten, in denen er nur zu einem Einsatz über 15 Minuten gekommen war, drängte Udinese darauf, dass Thorninger den Klub verlassen sollte. Im März 2003 lösten der Verein und der Spieler den Vertrag gegen eine Zahlung von 3 Millionen Kronen an Thorninger auf.
Thorninger kehrte im Sommer 2003 zu Aarhus GF zurück. In der Saison 2004/05 erlitt er eine anhaltende Kreuzband- und Meniskusverletzung, die ihn zwang, seine aktive Laufbahn im Sommer 2005 zu beenden.

### Nationalmannschaft
Bei der U-21-Europameisterschaft 1992 erreichte er mit der dänischen Mannschaft das Halbfinale.
1996 bestritt Thorninger ein Länderspiel mit der dänischen B-Nationalmannschaft gegen Schweden und absolvierte drei Freundschaftsspiele mit der Ligalandshold.

## Nach der Spielerkarriere
Nach dem Ende seiner aktiven Laufbahn zog sich Thorninger vom Fußball zurück und studierte Politikwissenschaft. Er war für kurze Zeit als Journalist für eine Lokalzeitung in Aarhus tätig und wurde dann Weinhändler für Luxushotels und Restaurants in Jütland.

## Erfolge
- Dänischer Meister: 2001
- Dänischer Pokalsieger: 1996
- Niederländischer Supercupsieger: 1992
- Torschützenkönig der Superliga: 1996